# Арсенид вольфрама
Арсенид вольфрама — неорганическое соединение металла вольфрама и мышьяка с формулой WAs2,
чёрные кристаллы,
не растворимые в воде.

## Получение
- Взаимодействие чистых веществ:

{\displaystyle {\mathsf {W+2As\ {\xrightarrow {620^{o}C}}\ WAs_{2}}}}
- Реакция арсина и хлорида вольфрама(VI):

{\displaystyle {\mathsf {WCl_{6}+2AsH_{3}\ {\xrightarrow {350^{o}C}}\ WAs_{2}+6HCl}}}

## Химические свойства
- Окисляется при нагревании на воздухе:

{\displaystyle {\mathsf {WAs_{2}+3O_{2}\ {\xrightarrow {T}}\ WO_{3}+As_{2}O_{3}}}}